# توماس هاميل
توماس هاميل (بالإنجليزية: Thomas Hamill)‏ هو لاعب قذف أيرلندي، ولد في 1 مايو 1994 في ثورلز ‏ في جمهورية أيرلندا.